# Tadeusz Zwiefka
Tadeusz Antoni Zwiefka (ur. 28 grudnia 1954 w Tucholi) – polski dziennikarz i polityk, poseł do Parlamentu Europejskiego VI, VII i VIII kadencji (2004–2019), poseł na Sejm IX kadencji (2019–2023).

## Życiorys
Syn Stefana i Cecylii. Absolwent Liceum Ogólnokształcącego im. Bartłomieja Nowodworskiego w Tucholi. Z wykształcenia jest prawnikiem, ukończył w 1979 studia na Wydziale Prawa i Administracji Uniwersytetu im. Adama Mickiewicza w Poznaniu. Pracował jako dziennikarz telewizyjny w Telewizji Polskiej i wykładowca akademicki. Był szefem redakcji poznańskiego ośrodka regionalnego TVP, sprawozdawcą parlamentarnym i prezenterem Wiadomości w TVP1, a następnie – od 1995 – szefem szczecińskiego ośrodka TVP. Prowadził program reporterów Telekurier w regionalnej TVP3.
Zajął się też pracą jako wykładowca dziennikarstwa telewizyjnego, kultury słowa i kultury języka polskiego na poznańskich uczelniach i w Wyższej Szkole Zarządzania Środowiskiem w Tucholi. W latach 1994–1995 był przewodniczącym nowo powstałego Towarzystwa Miłośników Ziemi Swarzędzkiej. Zasiadł w zarządzie Towarzystwa im. Hipolita Cegielskiego, Stowarzyszenia Pomocy Mieszkaniowej dla Sierot oraz Polskiego Związku Kawalerów Orderu Św. Stanisława, a w 2011 w radzie nadzorczej Fundacji Patria.
W latach 1976–1990 należał do Polskiej Zjednoczonej Partii Robotniczej. W wyborach europejskich przeprowadzonych 13 czerwca 2004 startował z listy Platformy Obywatelskiej w okręgu nr 2 (obejmującym województwo kujawsko-pomorskie). Otrzymał 26 144 głosy (trzeci wynik w regionie), uzyskując jedyny mandat z tego okręgu. W wyborach do PE w 2009 ponownie uzyskał mandat europosła, otrzymując 82 794 głosy. Przed wyborami do PE w 2014 został szefem sztabu PO. W głosowaniu z 25 maja tego samego roku po raz trzeci uzyskał mandat posła do Parlamentu Europejskiego. W 2019 nie wystartował w kolejnych wyborach europejskich.
W wyborach w tym samym roku został natomiast wybrany do Sejmu IX kadencji, kandydując z ramienia Koalicji Obywatelskiej w okręgu bydgoskim i otrzymując 39 984 głosy. Nie kandydował w kolejnych wyborach w 2023.

## Wyniki w wyborach ogólnopolskich
| Wybory | Komitet wyborczy                   | Komitet wyborczy      | Organ                            | Okręg | Wynik          |
| ------ | ---------------------------------- | --------------------- | -------------------------------- | ----- | -------------- |
| 2004   |                                    | Platforma Obywatelska | Parlament Europejski VI kadencji | nr 2  | 26 144 (8,95%) |
| 2009   | Parlament Europejski VII kadencji  | Platforma Obywatelska | 82 794 (21,94%)                  | nr 2  |                |
| 2014   | Parlament Europejski VIII kadencji | Platforma Obywatelska | 43 918 (12,24%)                  | nr 2  |                |
| 2019   |                                    | Koalicja Obywatelska  | Sejm IX kadencji                 | nr 4  | 39 984 (8,69%) |

## Odznaczenia i wyróżnienia
- Złoty Krzyż Zasługi (2003)[11]
- Brązowy Medal „Za zasługi dla obronności kraju” (1996)
- nagroda dla najlepszego dziennikarza Wielkopolski „Dziennikarskie Koziołki” (2003)
- tytuł „Mistrz Mowy Polskiej Vox Populi” (2002)
- laureat plebiscytu Polskiego Radia w Poznaniu na 10 najpopularniejszych Wielkopolan (1994)
- tytuł najlepszego sprawozdawcy parlamentarnego (1993)